# Алфавит Бен-Сиры
«Алфавит Бен-Сиры» (арам. אלפא ביתא דבן סירא, Альфа бета де-Бен-Сира; Алеф-Бет дебен Сира; лат. Alphabetum Siracidis, «Алфавит Сиракида»; сокр. А.-Б. д. Сира) — литературный памятник еврейского народа; анонимный средневековый текст, чьё авторство приписывалось Бен-Сире, создателю «Книги премудрости Иисуса, сына Сирахова». Создан в 700—1000 годы н. э., представляет собой два листа пословиц и изречений, 22 на арамейском и 22 на иврите, выстроенных акростихом. Каждое изречение сопровождается аггадическим комментарием, основанном на преданиях и легендах.
Характеризуется сатирической интонацией, согласно мнению некоторых исследователей, высмеивающей бытующие в еврейском народе нормы и пародирующих библейских персонажей. С художественной точки зрения истории этого сборника — лучшие образцы жанра повествования в средневековой еврейской литературе. Текст сохранился в двух экземплярах, один из которых, в Британской библиотеке, является полным, а второй, в оксфордской Бодлианской библиотеке, содержит лакуны.
Наиболее известен в качестве одного из основных еврейских текстов, в котором приводятся легенды о Лилит — п.#5 (23a-b).